# گاوژو
گاوژو (به لاتین: Gaozhou) یک county-level city در جمهوری خلق چین است که در ماومینگ واقع شده‌است.

## خصوصیات
گاوژو ۳٬۲۷۰٫۸ کیلومترمربع مساحت و ۱٬۲۸۸٬۶۶۵ نفر جمعیت دارد.